# Marie Manning
Marie Manning, nata de Roux (Ginevra, 1821 – Londra, 13 novembre 1849), è stata un'assassina svizzera che assieme al marito Frederick George Manning uccise il suo amante Patrick O'Connor .

## Biografia
Nata in un'umile famiglia di Ginevra trascorse l'infanzia presso il lago di Losanna. Ricevette una severa educazione cattolica dal padre che avrebbe voluto far entrare in convento la figlia che invece fuggì di casa assieme a un malvivente italiano Ludovico Sangallo . Marie si trasferì a Londra nel 1845 lavorando come donna di servizio prima presso Lady Palk e l'anno seguente in casa di Lady Blantyre . 
Costretta a lasciare il suo lavoro per una relazione con il suo padrone, conobbe l'irlandese Patrick O'Connor, un agente doganale con cui ebbe un'appassionata storia d'amore che non fu interrotta neppure quando Marie, il 27 maggio 1847, si sposò nella Chiesa di St James, a Piccadilly, con Frederick George Manning, una guardia ferroviaria. 
Aperta una locanda a Taunton, Marie fece in modo che il marito divenisse amico di Patrick con cui lei continuava la sua relazione.  Frederick perse il suo lavoro alle ferrovie quando fu licenziato perché sospettato di essere complice di una grande rapina ad un treno dove erano stati rubati alcuni lingotti d'oro. Per un successivo assalto a un treno postale Frederick fu arrestato ma poi rilasciato per la mancanza di prove a suo carico. 
Per la cattiva fama che venne loro attribuita i Manning dovettero lasciare il paese e trasferirsi a Londra dove aprirono una birreria frequentata assiduamente da Patrick che convinse Marie a fuggire con lui. Frederick riuscì a rintracciare i due amanti e per non rinunciare a Marie fece intendere di essere disposto a dividere la moglie con Patrick. Ebbe così inizio un ménage à trois contrassegnato da liti furibonde e temporanee riappacificazioni. 
Chiusa anche la birreria, i Manning presero in affitto una villa pensando che Patrick avrebbe abitato con loro e pagato la sua parte ma l'irlandese preferì affittare una stanza in un'altra casa facendo sospettare a Marie che l'amante si fosse stancato di lei che tuttavia continuò a frequentarlo. Mentre i Manning erano in difficoltà economiche, tanto che Marie si riduceva a fare piccoli lavori da sarta, Patrick era  invece diventato molto ricco con la sua seconda attività di usuraio. 
Quando il 10 agosto 1849 William Flynn, un cugino di Patrick, si accorse che questi non si era presentato al lavoro, conoscendo la sua puntualità, subito si preoccupò di chiedere notizie ai suoi amici che gli dissero che Patrick aveva loro riferito il giorno prima di essere stato invitato a cena dai Manning. Le ricerche del cugino, sia presso la sua abitazione, sia presso i Manning confermarono soltanto che Patrick era scomparso. 
Informata la polizia e Scotland Yard, Flynn non riuscì a trovare tracce della scomparsa del cugino sino a quando non scoprì che la cassaforte che era nella di lui stanza era stata forzata e svuotata del suo contenuto in denaro, titoli e preziosi custoditi in pegno. Intanto i Manning avevano lasciato la loro casa e quando Flynn con un agente di polizia tornarono di nuovo alla villa per interrogarli la trovarono abbandonata senza nessun oggetto che avrebbe potuto appartenere a Patrick. Il giorno successivo però, nel condurre una perquisizione più accurata, gli agenti scoprirono che nella cucina una parte del pavimento appariva rifatta e infatti scavando in quel punto trovarono il corpo di Patrick che aveva i segni di un colpo di rivoltella alla nuca.
Le ricerche dei coniugi Manning cominciarono ad avere buon esito quando un vetturino di una carrozza di piazza ricordo di aver condotto Marie ad una stazione ferroviaria dove aveva lasciato in deposito dei bagagli tra cui un baule dove la polizia trovò, tra vestiti e suppellettili, anche le lettere di Patrick all'amante, ricevute di prestiti e il testamento di Frederick che nominava la moglie erede universale. Le scoperte più importanti furono che le casse che erano state usate per i bagagli erano quelle contenenti l'oro della rapina al treno e che la proprietaria dei colli era partita con un biglietto a nome di Smith per Edimburgo dove la polizia venne preavvertita del suo arrivo tramite il telegrafo, da poco in uso.
Giunta ad Edimburgo Marie si era data da fare per cambiare i titoli rubati al defunto Patrick in denaro da investire lasciando agli agenti di cambio il suo nome ed indirizzo attraverso il quale la polizia la rintracciò e la arrestò. Anche Frederick fu facilmente catturato: interrogato dichiarò di essere innocente e che l'assassinio di Patrick era stato una vendetta di Marie, unica colpevole poiché egli aveva partecipato solo a nascondere il cadavere. 
I due imputati al processo si accusarono l'un l'altro ma la giuria li dichiarò entrambi colpevoli condannandoli alla morte per impiccagione. In carcere alla fine anche Manning confessò di avere partecipato attivamente al delitto dando con un piede di porco il colpo di grazia a Patrick moribondo.
La duplice e contemporanea impiccagione dei coniugi Manning attirò la curiosità di un gran folla che, nonostante il pericolo di contagio per il colera che si stava diffondendo a Londra, si accalcava attorno al patibolo e sulle tribune appositamente costruite. Il giorno precedente l'esecuzione Marie tentò di suicidarsi lacerandosi con le unghie la trachea ma fu fermata in tempo per essere giustiziata il 13 novembre 1849 contemporaneamente con il marito.
Tra i presenti all'esecuzione vi era lo scrittore Charles Dickens che scrisse al Times deprecando il deplorevole spettacolo di una folla che, mangiando e bevendo, cinicamente e senza pietà partecipava alla morte bestiale dei due condannati come a una divertente esibizione.